# Shauna Macdonald
Shauna Macdonald (26 aprile 1981) è un'attrice britannica.

## Filmografia parziale

### Cinema
- The Debt Collector, regia di Anthony Neilson (1999)
- Late Night Shopping, regia di Saul Metzstein (2001)
- Niceland (Population. 1.000.002), regia di Friðrik Þór Friðriksson (2004)
- The Rocket Post, regia di Stephen Whittaker (2004)
- The Descent - Discesa nelle tenebre (The Descent), regia di Neil Marshall (2005)
- Mutant Chronicles, regia di Simon Hunter (2008)
- The Descent Part 2, regia di Jon Harris (2009)
- Separate We Come, Separate We Go, regia di Bonnie Wright (2012) - cortometraggio
- Filth, regia di Jon S. Baird (2013)
- Howl, regia di Paul Hyett (2015)
- La corrispondenza, regia di Giuseppe Tornatore (2016)
- Star Wars: Gli ultimi Jedi (Star Wars: The Last Jedi), regia di Rian Johnson (2017)
- White Chamber, regia di Paul Raschid (2018)
- Balance, Not Symmetry, regia di Jamie Adams (2019)

### Televisione
- State of Play - miniserie TV, 3 episodi (2003)
- Spooks - serie TV, 20 episodi (2003-2004)
- Case Histories - serie TV, 2 episodi (2011)
- The Five - serie TV, 5 episodi (2016)
- In Plain Sight - miniserie TV, 3 episodi (2016)
- The Cry - miniserie TV, 4 episodi (2018)
- Shetland - serie TV, 6 episodi (2022)
- The Scotts - serie TV, 17 episodi (2021-2023)
- Per un calice d'amore (The Perfect Pairing), regia di Don McBrearty - film TV (2022)

### Doppiaggio
- Danger Mouse - serie TV, 73 episodi (2015-2019)

## Doppiatrici italiane
Nelle versioni in italiano delle opere in cui ha recitato, Shauna Macdonald è stata doppiata da:
- Giò Giò Rapattoni in Spooks
- Sabrina Duranti in The Descent - Discesa nelle tenebre
- Emanuela Rossi ne La corrispondenza
- Beatrice Margiotti in Per un calice d'amore

Da doppiatrice, è sostituita da:
- Roberta De Roberto in Danger Mouse